# Дивизионе Јулија-Ка Ретори (Парма)
Дивизионе Јулија-Ка Ретори је насеље у Италији у округу Парма, региону Емилија-Ромања.
Према процени из 2011. у насељу је живело 71 становника. Насеље се налази на надморској висини од 114 м.